# فرودگاه چادل
فرودگاه چادل (به انگلیسی: Cheadle Airport) یک فرودگاه همگانی است که یک باند فرود چمن دارد و طول باند آن ۱۲۱۹ متر است. این فرودگاه در کشور کانادا قرار دارد و در ارتفاع ۱۰۰۶ متری از سطح دریا واقع شده‌است.